# Organizacja ds. Zakazu Broni Chemicznej

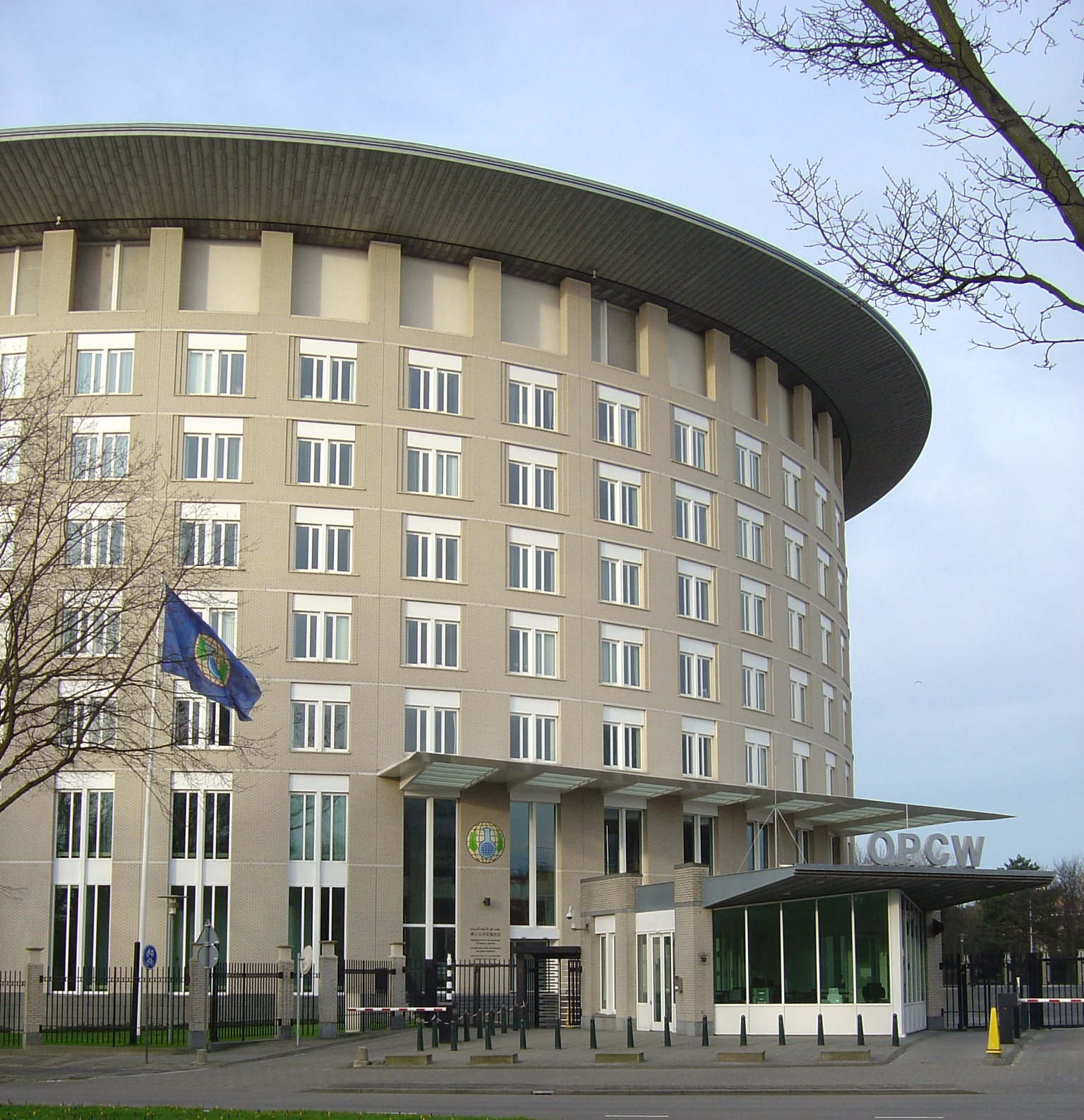
Główna siedziba organizacji w Hadze

Organizacja ds. Zakazu Broni Chemicznej, OPCW (od ang. Organisation for the Prohibition of Chemical Weapons) – organ wykonawczy Konwencji o zakazie broni chemicznej, która weszła w życie 29 kwietnia 1997. Organizacja odpowiedzialna jest za wdrażanie międzynarodowych przepisów regulujących eliminowanie światowych zapasów broni chemicznej. Siedziba organizacji znajduje się w Hadze, w Holandii.

## Organizacja
Do OPCW należą obecnie 193 państwa (18 lipca 2018 członkiem została Palestyna). Izrael, który podpisał konwencję 13 stycznia 1993, do tej pory jej nie ratyfikowały. Stronami konwencji nie są również Egipt, Korea Północna i Sudan Południowy, które jej nie podpisały.
Konwencja CWC jest pierwszym w historii instrumentem prawa międzynarodowego, zakładającym całkowitą likwidację jednej z trzech kategorii broni masowego rażenia. Głównymi obszarami działalności OPCW są:
1. stały nadzór nad procesem niszczenia broni chemicznej oraz zniszczenia lub konwersji na cele pokojowe byłych zakładów do produkcji broni chemicznej,
2. nadzór i weryfikacja działalności przemysłowej z użyciem związków chemicznych znajdujących się na wykazach CWC, poprzez deklaracje składane przez państwa i inspekcje,
3. wspieranie pokojowego wykorzystania chemii, szczególnie w państwach rozwijających się.

W 2013 OPCW została wyróżniona Pokojową Nagrodą Nobla za „szeroko zakrojone działania mające na celu eliminację broni chemicznej”.

### Dyrektorzy generalni
| Dyrektor generalny      | Początek kadencji |
| ----------------------- | ----------------- |
| José Bustani            | 13 maja 1997      |
| Rogelio Pfirter         | 25 lipca 2002     |
| Ahmet Üzümcü            | 25 lipca 2010     |
| Fernando Arias González | 25 lipca 2018     |

## Polska w OPCW
Polska podpisała Konwencję, jako jedno z pierwszych państw, 13 stycznia 1993, ratyfikowała ją 23 sierpnia 1995 i stała się członkiem OPCW od momentu powstania Organizacji tj. od 29 kwietnia 1997. 22 czerwca 2001 przyjęta została Ustawa o wykonywaniu Konwencji (Dz.U. z 2001 r. nr 76, poz. 812).
Polska przewodniczyła wszystkim organom politycznym OPCW: tj. od maja 1998 do maja 1999 pełniła funkcję Przewodniczącego Rady Wykonawczej, od listopada 2004 do listopada 2005 – Przewodniczącego Konferencji Państw Stron CWC, a od 8 do 19 kwietnia 2013 –  Konferencji Przeglądowej CWC. Szóstą kadencję w Radzie, Polska rozpoczęła 12 maja 2016 i trwała ona do 11 maja 2018.
W Polsce miały miejsce trzy wizyty Dyrektorów Generalnych OPCW: w grudniu 2009 (Regelio Pfirter) oraz Ahmet Üzümcü (w listopadzie 2010 i listopadzie 2016). Polska regularnie przyjmuje inspekcje przemysłowe OPCW.
Każdorazowy ambasador RP w Hadze jest również stałym przedstawicielem RP przy Organizacji.